# Martim
Martim is een plaats (freguesia) in de Portugese gemeente Barcelos en telt 2 411 inwoners (2001).